# قناره

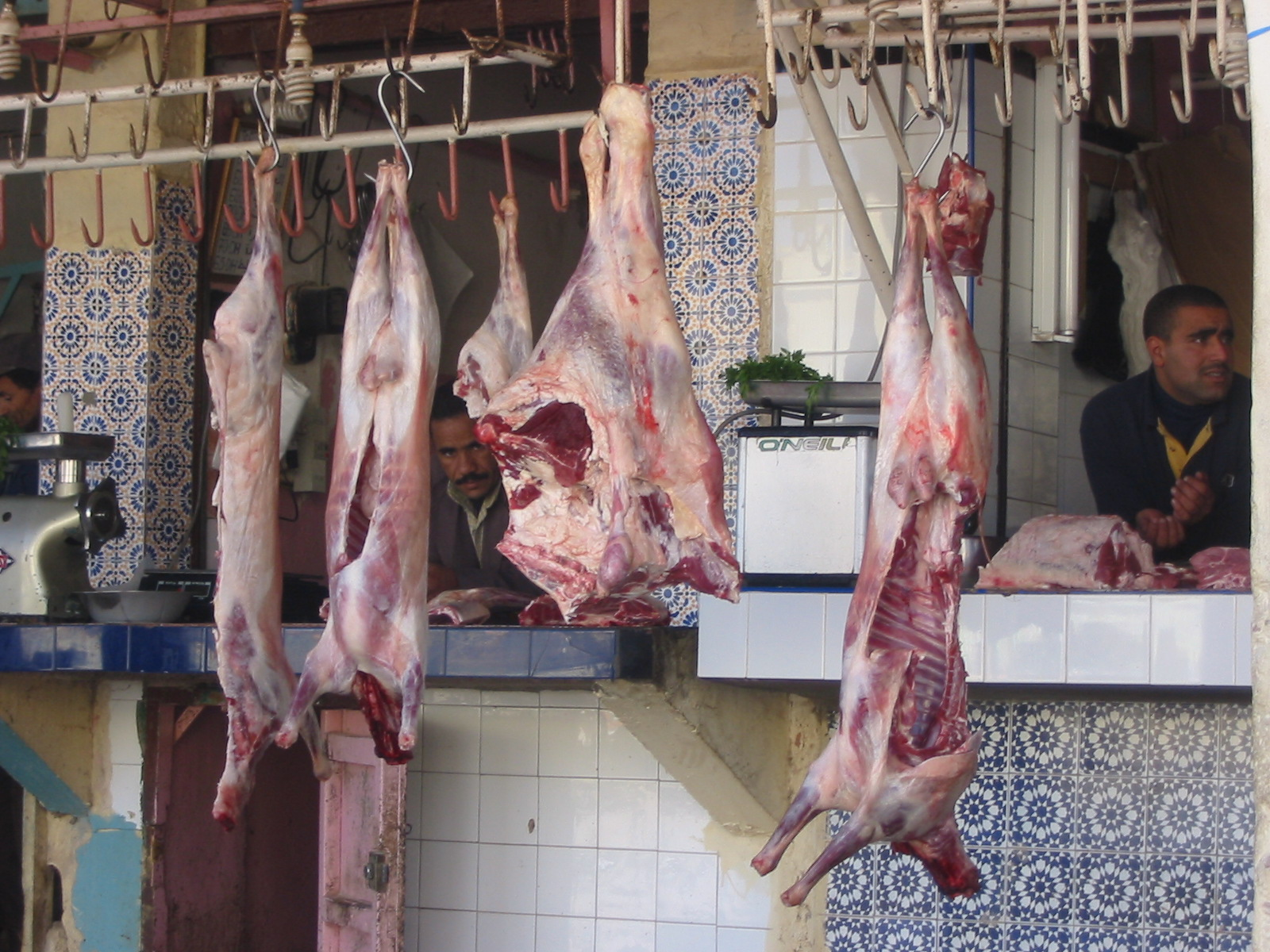

قناره یا چنگک قصابی،برای آویزان کردن لاشه حیوانات است. قصابان گوشت را به آن آویزان می‌کنند و قطعه قطعه کرده، می‌فروشند.